# Luis Redondo
Luis Redondo García (Sevilla, 24 de agosto de 1889-Madrid, 14 de agosto de 1973) fue un militar español que participó en la guerra civil a favor del bando sublevado.

## Biografía
Militar de carrera, prestó servicio desde el 31 de agosto de 1908 y participó en la guerra del Rif. El 4 de julio de 1925 fue ascendido a comandante de Caballería.
Al proclamarse la Segunda República, se retiró voluntariamente del Ejército, disconforme con el nuevo régimen. Como reacción a los ataques a iglesias, entró en contacto con miembros de la Comunión Tradicionalista y empezó a frecuentar el Círculo Tradicionalista de la sevillana calle Cervantes. Tras adherirse plenamente a la causa tradicionalista, estuvo implicado en la llamada «Sanjurjada» del 10 de agosto de 1932 en Sevilla, por cuyos hechos padeció prisión en Sevilla y Guadalajara, donde coincidió y trabó amistad con el general Varela. En 1934 Manuel Fal Conde le encomendó la organización del Requeté y poco después Redondo presentó en la concentración carlista del Quintillo una unidad de esta milicia bien uniformada y adiestrada militarmente.
Al producirse la sublevación militar el 18 de julio de 1936, el comandante Redondo se presentó al general Queipo de Llano junto con sus oficiales Enrique Barrau, José León Westermeyer, Ángel Prados Parejo y Eugenio Díaz Casado, y se pusieron a sus órdenes, combatiendo los requetés en Sevilla con uniforme militar.
Redondo mandó los tercios de Requetés «Virgen de los Reyes» de Sevilla, «Virgen del Rocío» de Huelva, «Virgen de la Merced» de Jerez y «San Rafael» de Córdoba, que actuaron en los frentes de Utrera, Lora del Río, Peñaflor, Alanís, Higuera de la Sierra, Aracena, Minas de Riotinto, Osuna, El Saucejo y Puente Genil, entre otros. La columna Redondo, que se haría famosa, asaltó Ronda tras haber enlazado con la de Varela en Cuevas del Becerro. Posteriormente la columna mandada por Redondo participó en las operaciones de Cerro Muriano y Peñarroya, pasando después a la provincia de Jaén, donde se enfrentaron a las Brigadas Internacionales en Lopera y Porcuna. A comienzos de 1938 fue nombrado comandante de la 122.ª División, una unidad de reserva del Ejército del Sur en Andalucía.
Terminó la campaña con el empleo de coronel habilitado para general y al mando de una división. Sus actuaciones durante la guerra fueron muy señaladas. Tras la guerra ascendió a general de brigada, teniendo el mando de la División de Alcalá de Henares. Más tarde obtendría el grado de teniente general. Entre 1960 y 1967 ejerció el cargo de vicepresidente de la Junta Central Militar de Redención de Penas. Fue enterrado en el cementerio de San Fernando de Sevilla.
Sobre su actuación en los primeros meses de la guerra el padre jesuita Bernabé Copado escribió en 1937 el libro Con la columna Redondo: combates y conquistas. Junto con Juan de Zavala, Luis Redondo escribió el libro El Requeté: La tradicíon no muere (1957).